# Tunneling Nanotubes
Tunneling Nanotubes (TNTs) sind dünne Membrankanäle mit einem Durchmesser im Nanometerbereich, welche Tierzellen zu komplexen und anscheinend geordneten Netzwerken verknüpfen und somit den interzellulären Transfer diverser Biomoleküle ermöglichen. Sie sind möglicherweise an einer Vielzahl physiologischer und pathologischer Mechanismen beteiligt, z. B. an dem Transfer von Haupthistokompatibilitätskomplexen (MHCs) an immunologischen Synapsen, der interzellulären Verbreitung von viralen Proteinen oder dem Austausch von Tumorresistenzen im Krebsgeschehen.